# Mitsubishi Pajero Sport
Der Mitsubishi Pajero Sport ist ein mittelgroßer Geländewagen des japanischen Automobilherstellers Mitsubishi Motors. Seit Mitte 1996 wird der Wagen in Okazaki, Catalão und Peking gebaut. In Australien wird er unter der Bezeichnung Challenger, in Zentralamerika als Nativa, in Brasilien teilweise als Pajero, als Shogun Sport in Großbritannien und in spanischsprachigen Ländern und Nordamerika als Montero Sport angeboten.
2003 wurde der Pajero Sport in Japan und 2004 in den USA durch den Mitsubishi Endeavor abgelöst. Bis Mitte 2006 wurde die erste Generation des Pajero Sport auch in Deutschland angeboten.

## K90 (1996–2008)
Im Juli 1996 begann in Japan die Produktion des Mitsubishi Pajero Sport, der ab Herbst 1998 auch in Deutschland erhältlich war.
Obwohl er mit dem Mitsubishi Pajero den Namen, den V6-Otto- und den R4-Dieselmotor, genauso wie den zuschaltbaren Easy-Select-Allradantrieb teilt, basiert er auf der Plattform des Pick-ups L200 mit Leiterrahmen und Starrachse hinten. Im Frühjahr 2000 folgte ein leichtes Facelift.
In Deutschland wurde der Pajero Sport zum Sommer 2006 aus dem Programm genommen, während die Produktion in Japan noch bis Mitte 2008 lief.
Der Pajero Sport wurde mit folgenden Motorisierungen in Deutschland angeboten:
- 3.0 V6: Sechszylinder mit 2972 cm³ Hubraum als V-Motor und 130 kW (177 PS); 07.1996–06.2002
- 2.5 TD: Vierzylinder-Turbodiesel mit 2477 cm³ Hubraum in Reihenbauart und 73 kW (99 PS), 07.1996–06.2000
- 2.5 TD: Vierzylinder-Turbodiesel mit 2477 cm³ Hubraum in Reihenbauart und 85 kW (115 PS), 07.2002–07.2008
- 2.5 TD+: Vierzylinder-Turbodiesel mit 2477 cm³ Hubraum in Reihenbauart und 98 kW (133 PS), 08.2003–07.2008

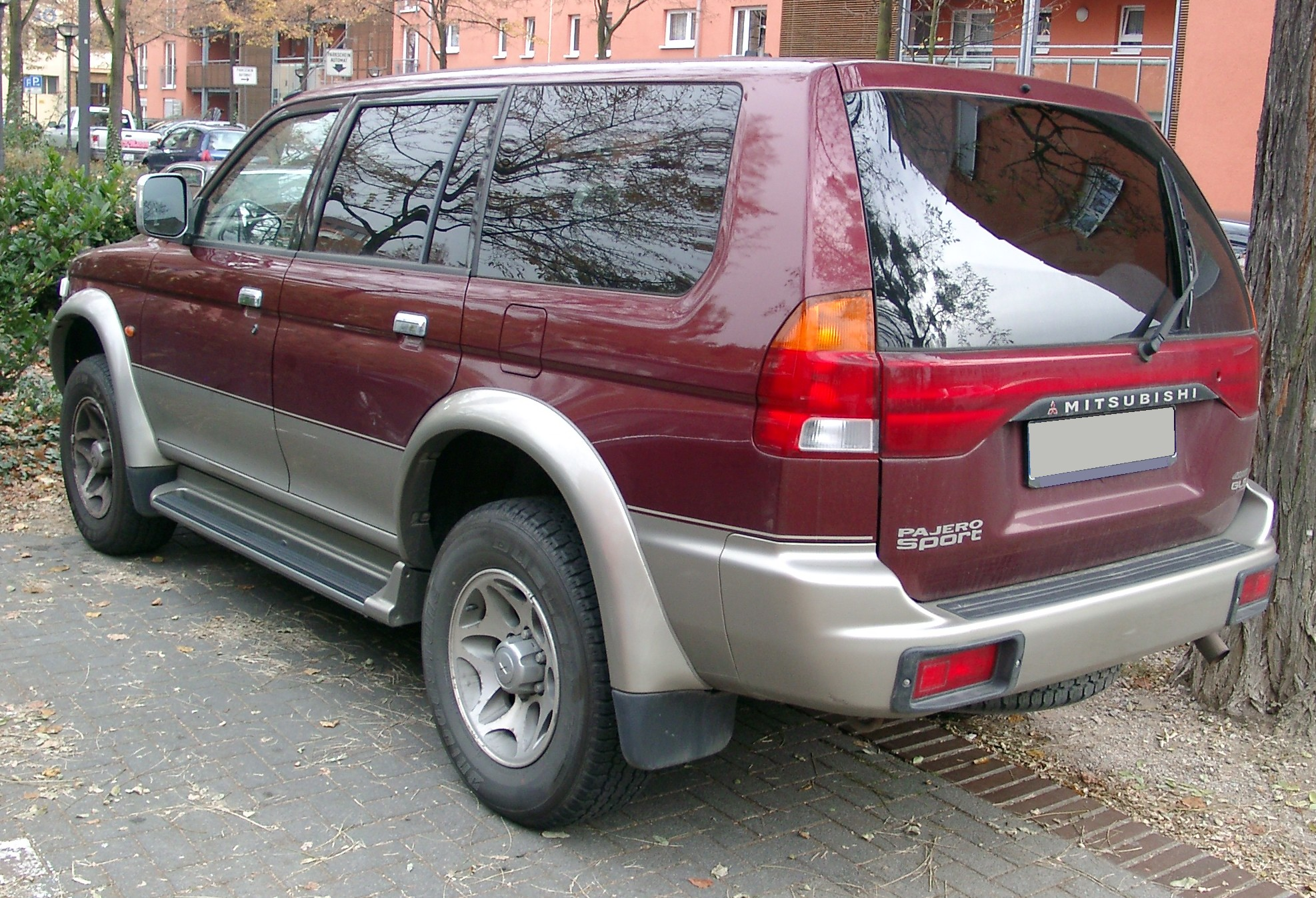
Heckansicht
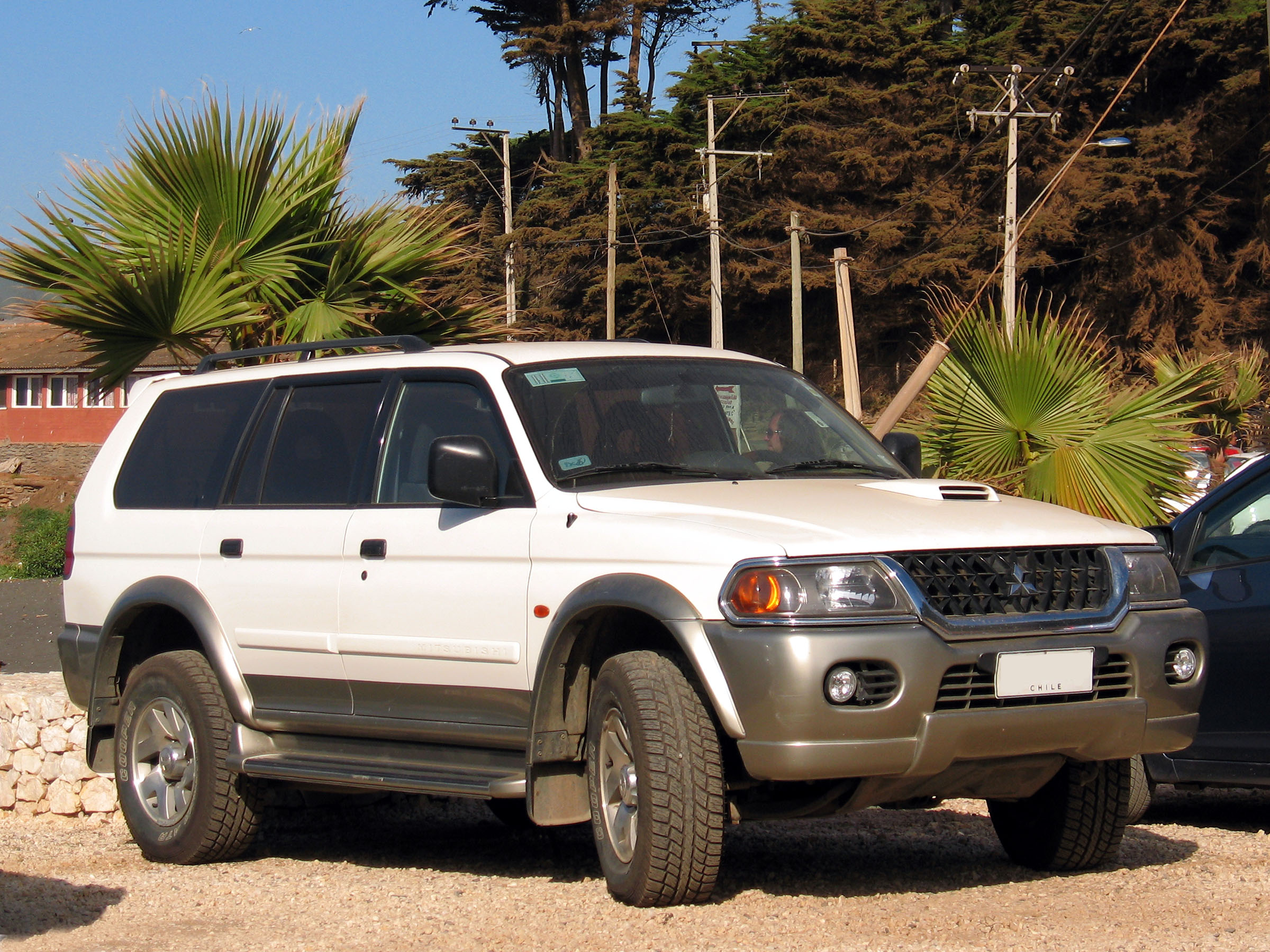
Mitsubishi Pajero Sport (2000–2008)
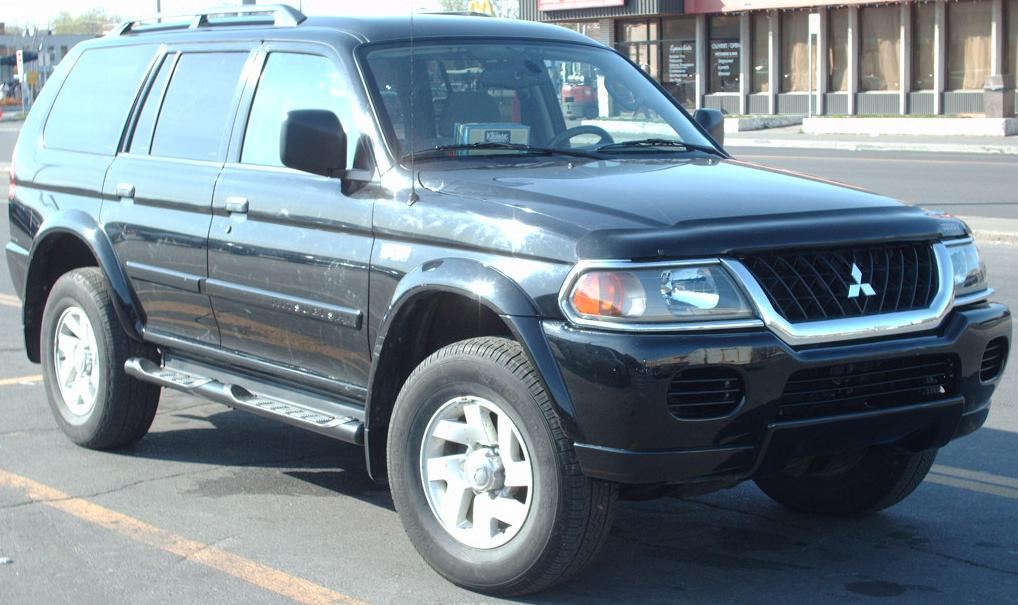
Mitsubishi Montero Sport
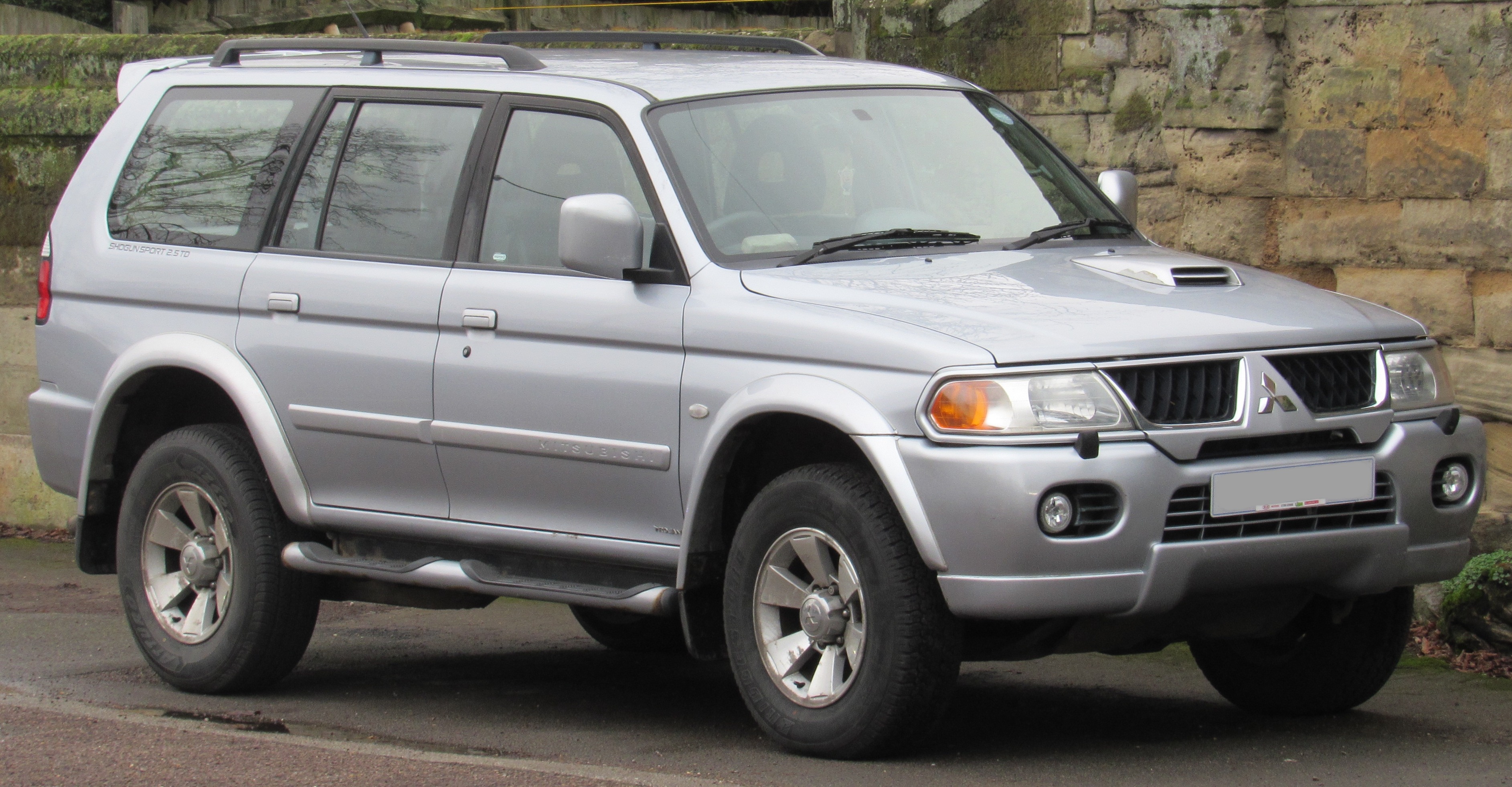
Mitsubishi Shogun Sport (Facelift, 2004–2006)
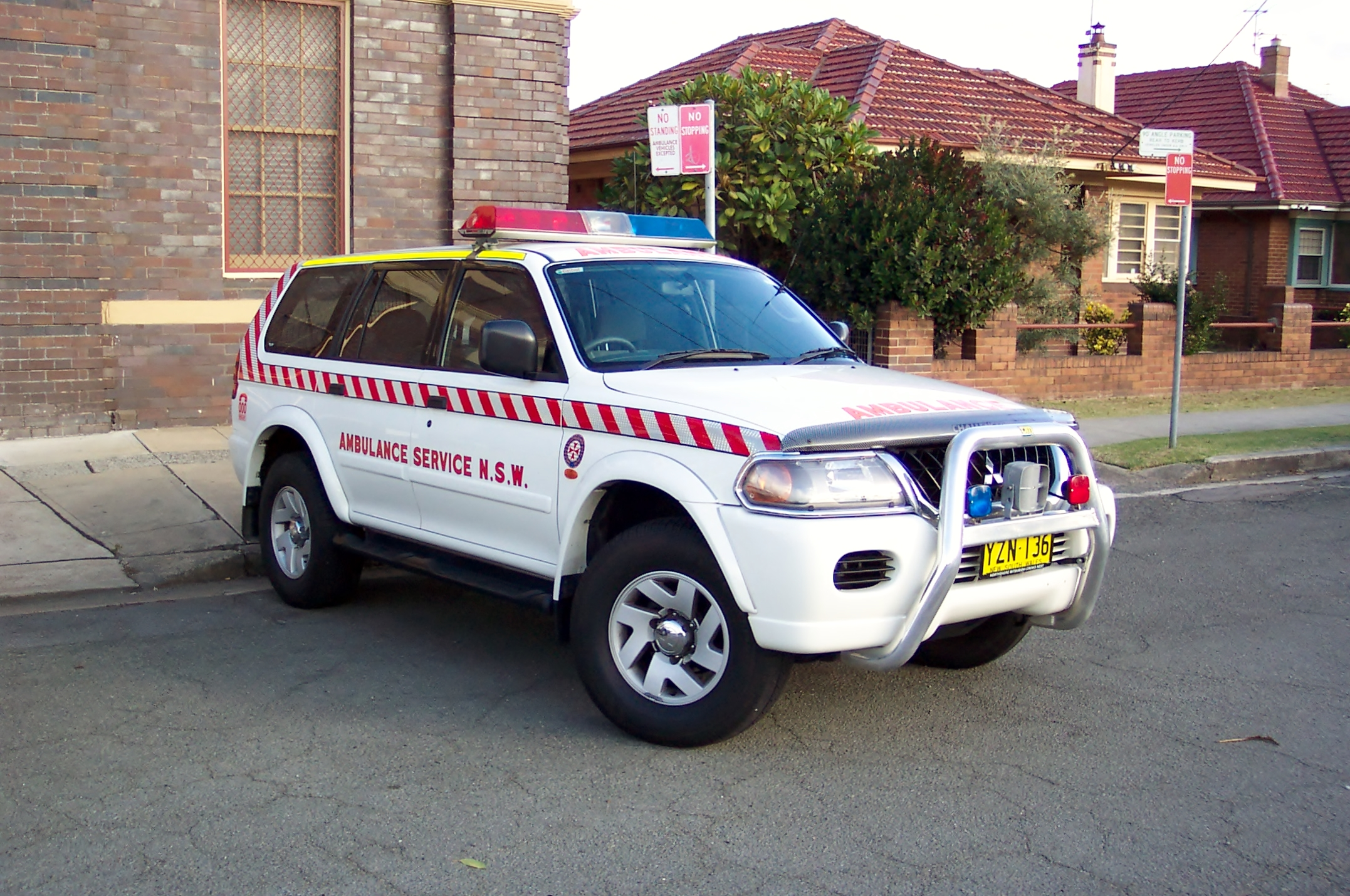
Mitsubishi Challenger als Ambulanz

## KH0 (2008–2019)

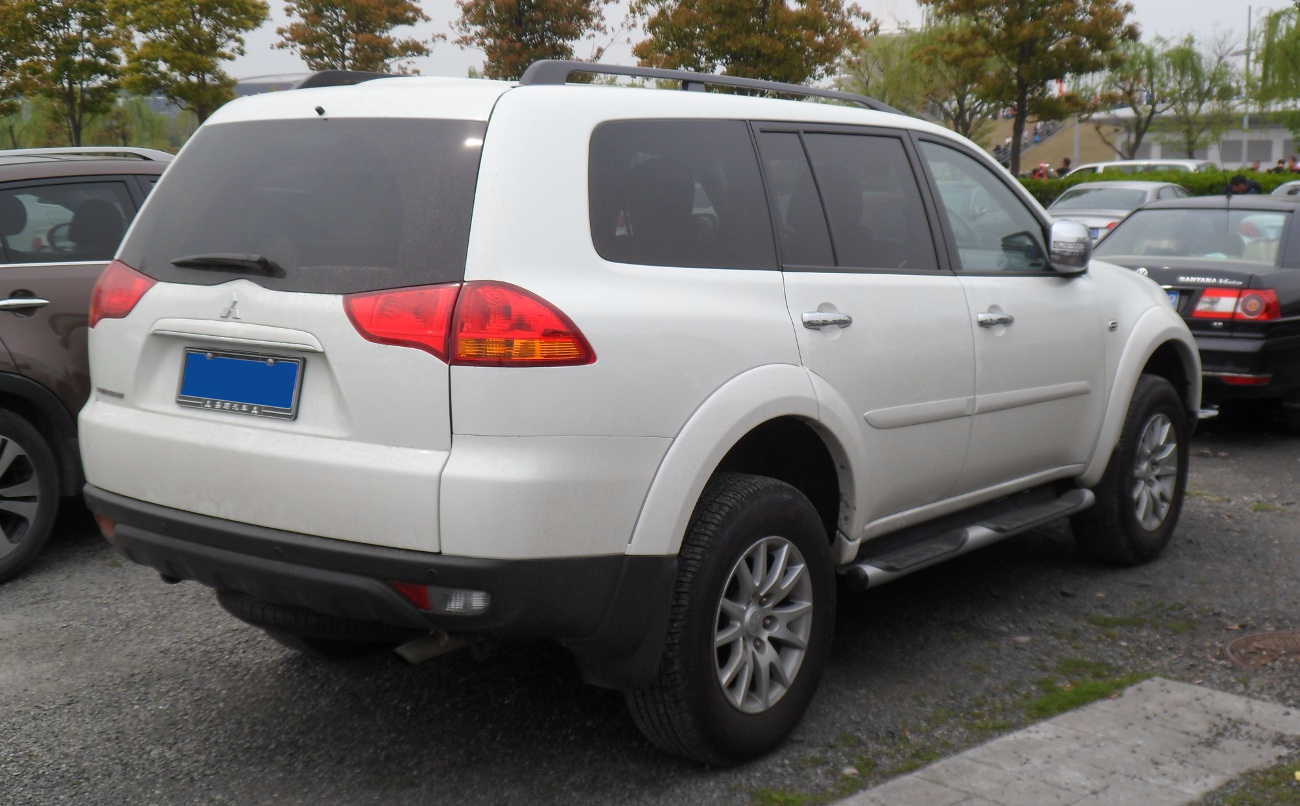
Heckansicht

Im August 2008 wurde auf dem Moskauer Auto-Salon die zweite Generation des Pajero Sport vorgestellt, die weiterhin auf dem L200 basiert und dessen Leiterrahmenkonstruktion übernahm. Auch das Design der Frontpartie ähnelte dem des Pick-up. Außerdem war der neue Pajero Sport mit dem Super-Select-Allradsystem aus dem Pajero ausgerüstet und wurde mit zwei Common-Rail-Dieseln mit 2,5 und 3,2 Liter Hubraum sowie einem 3,5-l-V6-Ottomotor angeboten. Je nach Version waren zwei Sitzreihen mit fünf oder drei Sitzreihen mit sieben Sitzplätzen verfügbar.
Im Herbst 2008 begann der Verkauf des Fahrzeuges im Nahen Osten, Lateinamerika und Ozeanien. In Russland wird nur der Fünfsitzer mit 3,2-l-Dieselmotor angeboten. Die zweite Generation wurde weder in die USA noch nach Westeuropa exportiert, womit der Vorgänger zumindest in Deutschland ohne Nachfolger blieb.
In Indien wurde der Pajero Sport in CKD-Bausätzen importiert und von einem Joint Venture zwischen Hindustan Motors und Mitsubishi montiert. Dieser war mit einem 4D56-T 2,5-Liter-Turbodiesel ausgestattet. Er wurde 2019 eingestellt.

### Technische Daten
|                                             | 3.0 MIVEC                | 2.5 DI-D                             |
| Bauzeitraum                                 | 2008–2019                | 2008–2019                            |
| Motorkenndaten                              |                          |                                      |
| Motortyp                                    | V6-Ottomotor             | R4-Dieselmotor                       |
| Hubraum                                     | 2998 cm³                 | 2477 cm³                             |
| max. Leistung bei min−1                     | 163 kW (222 PS)/6250     | 131 kW (178 PS)/4000                 |
| max. Drehmoment bei min−1                   | 281 Nm/4000              | 400 Nm/2000–2850 [350 Nm/1800–3500]* |
| Kraftübertragung                            |                          |                                      |
| Antrieb                                     | Allradantrieb            | Allradantrieb                        |
| Getriebe, serienmäßig                       | 5-Gang-Automatikgetriebe | 5-Gang-Schaltgetriebe                |
| Getriebe, optional                          | –                        | [5-Gang-Automatikgetriebe]           |
| Messwerte                                   |                          |                                      |
| Höchstgeschwindigkeit                       | 179 km/h                 | 179 km/h [176 km/h]*                 |
| Beschleunigung, 0–100 km/h                  | 11,3 s                   | 11,7 s [12,4 s]*                     |
| Kraftstoffverbrauch auf 100 km (kombiniert) | 12,3 l Super             | 8,2 l [9,4 l]* Diesel                |
| Tankinhalt                                  | 70 l                     | 70 l                                 |

* Angaben in Klammern für Automatikversion

## QE (seit 2016)

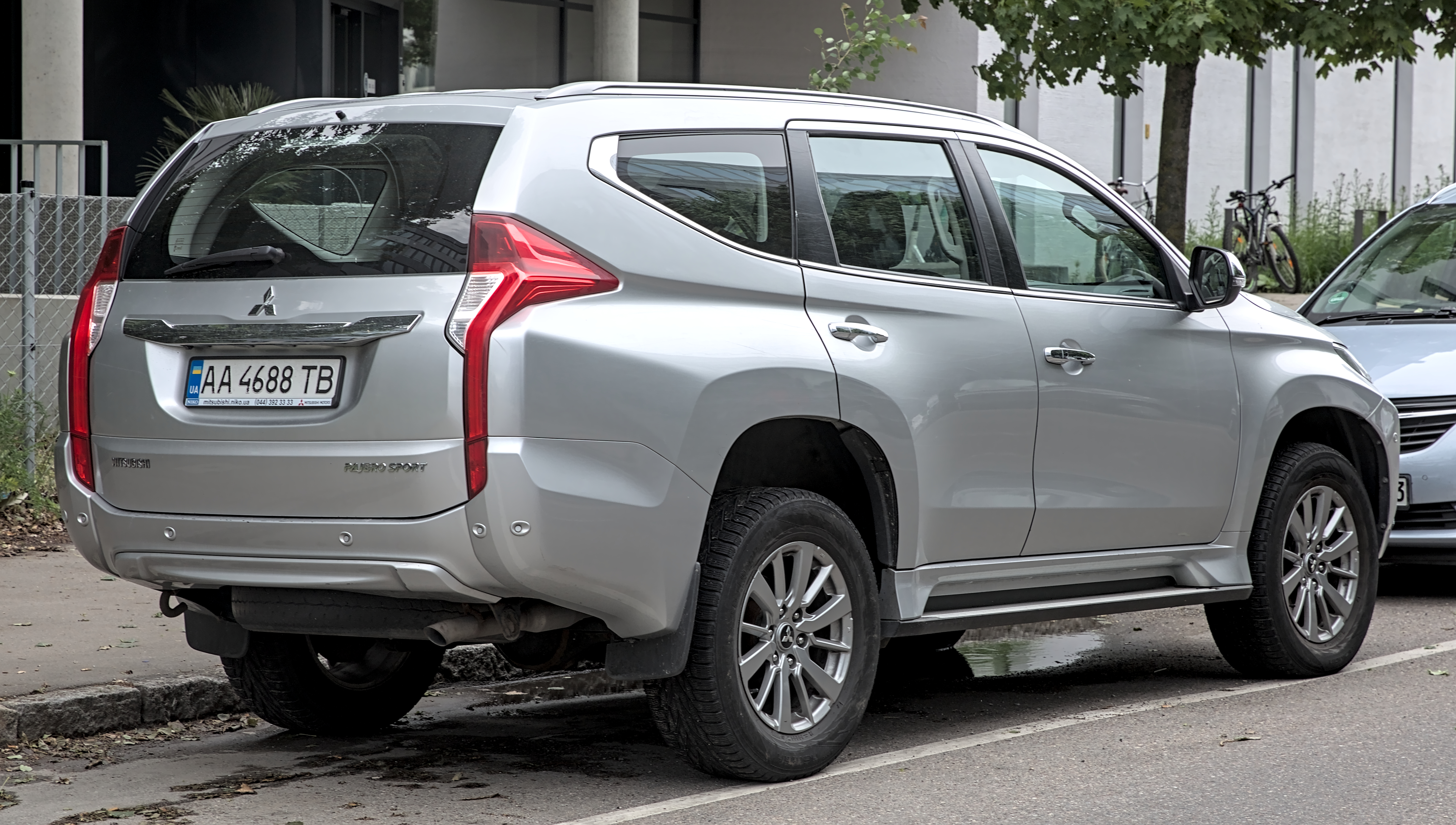
Heckansicht

Während der Verkauf der zweiten Generation auf einigen Märkten noch weiterlief, wurde 2016 die dritte Generation auf Basis der fünften Generation des Mitsubishi L200 eingeführt. Im Juli 2019 und im März 2024 wurde je eine überarbeitete Version des Pajero Sport vorgestellt.
Auch diese Generation wird auf dem deutschen Markt nicht verkauft. In Großbritannien war er bis zum Rückzug von Mitsubishi im Herbst 2021 als Shogun Sport erhältlich.

### Technische Daten
|                                             | 3.0 MIVEC                | 2.4 DI-D                     |
| Bauzeitraum                                 | seit 2016                | seit 2017                    |
| Motorkenndaten                              |                          |                              |
| Motortyp                                    | V6-Ottomotor             | R4-Dieselmotor               |
| Hubraum                                     | 2998 cm³                 | 2442 cm³                     |
| max. Leistung bei min−1                     | 154 kW (209 PS)/6000     | 133 kW (181 PS)/3500         |
| max. Drehmoment bei min−1                   | 279 Nm/4000              | 430 Nm/2500                  |
| Kraftübertragung                            |                          |                              |
| Antrieb                                     | Allradantrieb            | Allradantrieb                |
| Getriebe, serienmäßig                       | 8-Gang-Automatikgetriebe | 6-Gang-Schaltgetriebe        |
| Getriebe, optional                          | —                        | [8-Gang-Automatikgetriebe]   |
| Messwerte                                   |                          |                              |
| Höchstgeschwindigkeit                       | 182 km/h                 | 180 km/h                     |
| Beschleunigung, 0–100 km/h                  | 11,7 s                   | 11,4 s [12,3 s]*             |
| Kraftstoffverbrauch auf 100 km (kombiniert) | 10,9 l Super             | 7,4 l Diesel [8,0 l Diesel]* |
| Leergewicht                                 | 2030 kg                  | 2095 kg                      |
| Tankinhalt                                  | 70 l                     | 70 l                         |

* Angaben in Klammern für Automatikversion